# Pedzetajrowie

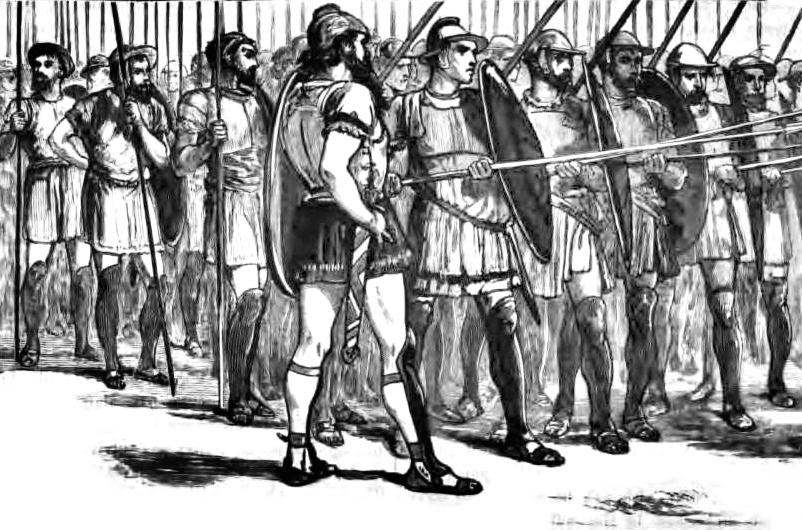

Pedzetajrowie, pezetajrowie (stgr. πεζέταιροι pezetairoi – dosł. „piesi towarzysze”) – w starożytnej Macedonii i w państwach diadochów ciężkozbrojna piechota wyposażona w sarisy i tworząca bojowy szyk macedońskiej falangi. 
Oddziały ciężkiej piechoty tworzono w Macedonii już za rządów Archelaosa, lecz w późniejszych walkach dynastycznych nie zyskała ona większego znaczenia. Za właściwego twórcę pedzetajrów uważa się Aleksandra II, zaś jako rozbudowana i specyficzna formacja nabrali znaczenia dopiero za panowania Filipa II Macedońskiego. Z tekstu Demostenesa (Mowa olintyjska II) wynikałoby, iż pierwotnie stanowili wraz z hetajrami doborową straż przyboczną monarchy; terminy te z czasem rozciągnięto na inne oddziały konne i piesze. W armii przejętej po poprzedniku przez Aleksandra Wielkiego już należeli do formacji falangi, której drugą część stanowiły jednostki tzw. astetajrów (asthetairoi). W odróżnieniu od nich pochodzili z ziem dawnego królestwa, choć oba te terminy odnosiły się do jednostek doborowych, objętych specjalną organizacją królewskich hetajrów, czyli „towarzyszy”.   
Rekrutowani spośród wolnego chłopstwa macedońskiego, dzieleni byli na jednostki organizacyjne zwane taksis (τάξις), formowane na podstawie terytorialnej (później ich liczbę stopniowo zwiększano rezygnując z kryterium terytorialnego). Niższymi jednostkami podziału organizacyjnego były lochosy (λόχοι) i dekady (δέκαδες) lub skeny (σκηναί). 

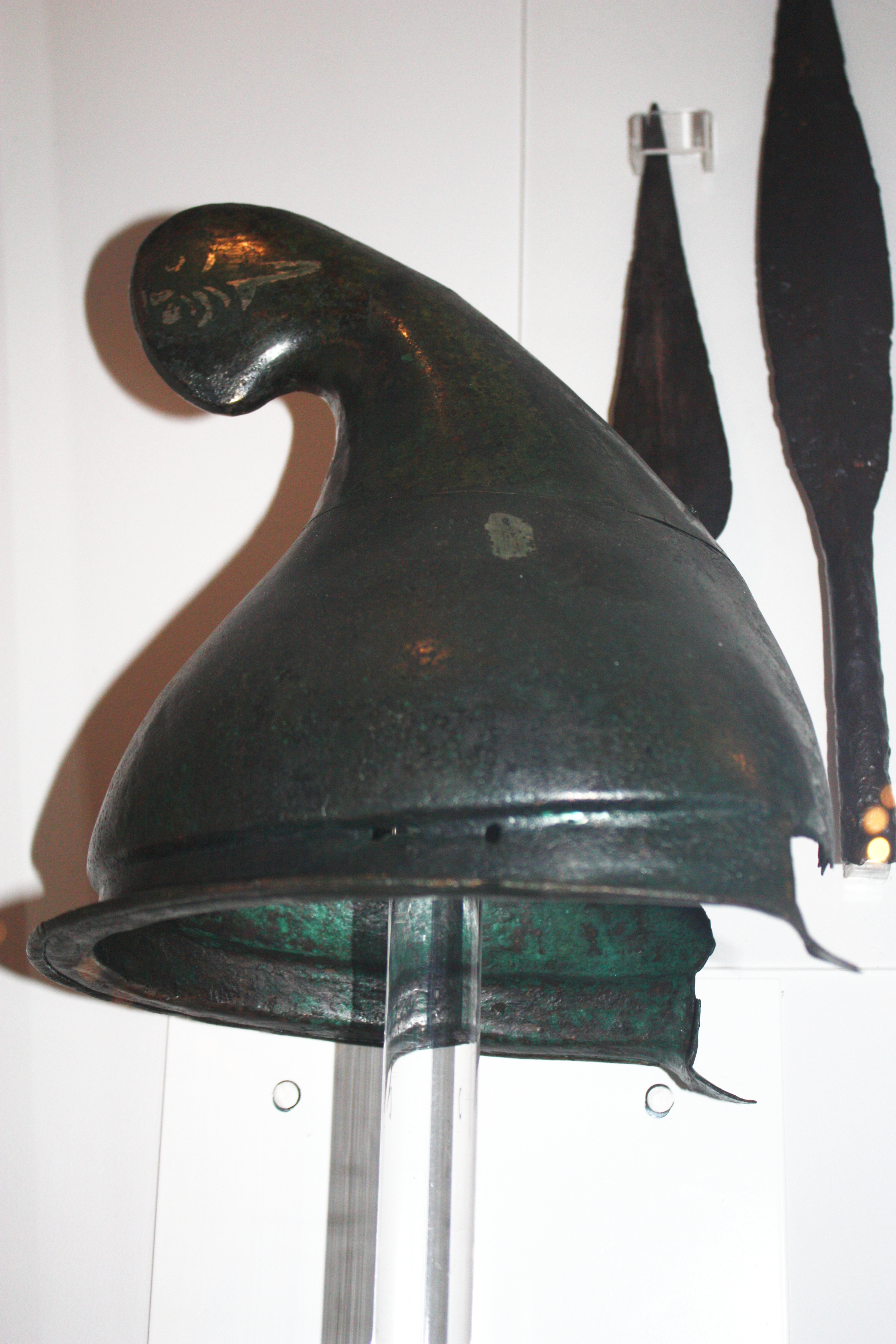
Z wyposażenia pedzetajrów: lekki hełm frygijski i groty włóczni piechoty

Arrian określa ich jako ciężką piechotę macedońską (Wyprawa Aleksandra Wielkiego IV 23,1), zaś w czasach hellenistycznych określano tak już większość ciężkozbrojnej piechoty Greków. Oprócz długiej (5,5–6,5 m) włóczni do ich wyposażenia należała okrągła tarcza o średnicy 60 cm (uwarunkowana operatywną długością dwuręcznej sarisy) oraz lżejszy, okładany metalem pancerz (napierśnik) skórzany albo płócienny, ponadto otwarty hełm (beocki, frygijski lub stożkowy), nagolenice, a także miecz ksifos (ξίφος), zasadniczo służący do zadawania pchnięć. Lżejsze od korynckiego hełmy dawały wprawdzie słabszą ochronę głowy, ale będąc wygodniejsze w użyciu, mniej też ograniczały pole widzenia. Niewielkie macedońskie tarcze ochraniały falangę tej piechoty przed pociskami łuczników i procarzy, zaś w bezpośrednim starciu nie miały tak istotnego znaczenia, gdyż dla oburęcznego utrzymania sarisy odrzucano je do tyłu, na plecy. W napierśniki oszczędnie mieli być wyposażeni jedynie oficerowie, ponieważ żołnierzy przed sieczną bronią przeciwnika skutecznie chroniła w szyku długa pika. Ze względu na tę ich główną broń ofensywną nierzadko określa się ich potocznie jako sarissoforów (σαρισσοφόροι), myląc z formacją konną o tej nazwie.
W czasach Aleksandra Wielkiego stanowili trzon jego falangi, podzieleni na mobilne jednostki taktyczne (syntagmy) i ustawiani w centrum walczącej armii. Ich zadaniem było utrzymanie nacierającego frontu do czasu oskrzydlenia nieprzyjaciela i zaatakowania go z flanki przez hetajrów.
Cechował ich szyk głęboki, lecz bardziej otwarty niż u hoplitów (metrowe odstępy pomiędzy żołnierzami w kolumnie, półmetrowe w szeregu). Różnicę niekorzystną w porównaniu z tradycyjnymi hoplitami stwarzała okoliczność, że ich uzbrojenie służyło nie tylko do osobistej obrony, umożliwiając też toczenie w boju indywidualnych pojedynków, natomiast pedzetajrowie możliwość obrony własnej mieli mocno zredukowaną, a pojedynkowanie wykluczone. Warunkiem powodzenia szyku tej piechoty w boju były dobrze zabezpieczone skrzydła, których zazwyczaj strzegła lżejsza piechota lub jazda. Specyfika uzbrojenia oraz techniki walki przesądzała jednak o tym, że w innego rodzaju działaniach wojennych byli oni nieprzydatni. 
Według świadectwa Diodora (Biblioteka historyczna XVII 110,2) w 323 p.n.e.  włączono też do ich formacji łuczników, procarzy i inną lekkozbrojną piechotę. Natomiast chybiona okazała się zaplanowana w 323 r. p.n.e. próba  reorganizacji,polegająca na zmianie etniczno-bojowego składu poszczególnych syntagm przez połączenie zbrojnych w sarisy Macedończyków z uzbrojonymi w łuki i oszczepy Persami w stosunku 4:12.            
Po śmierci Aleksandra wojska jego następców również dysponowały licznymi oddziałami pedzetajrów, choć termin ten stopniowo wyszedł z użycia zastąpiony ogólnym określeniem (phalanx).   